# Cynometra malaccensis
Cynometra malaccensis är en ärtväxtart som beskrevs av M.S.Knaap-van Meeuwen. Cynometra malaccensis ingår i släktet Cynometra, och familjen ärtväxter. Inga underarter finns listade i Catalogue of Life.

## Bildgalleri

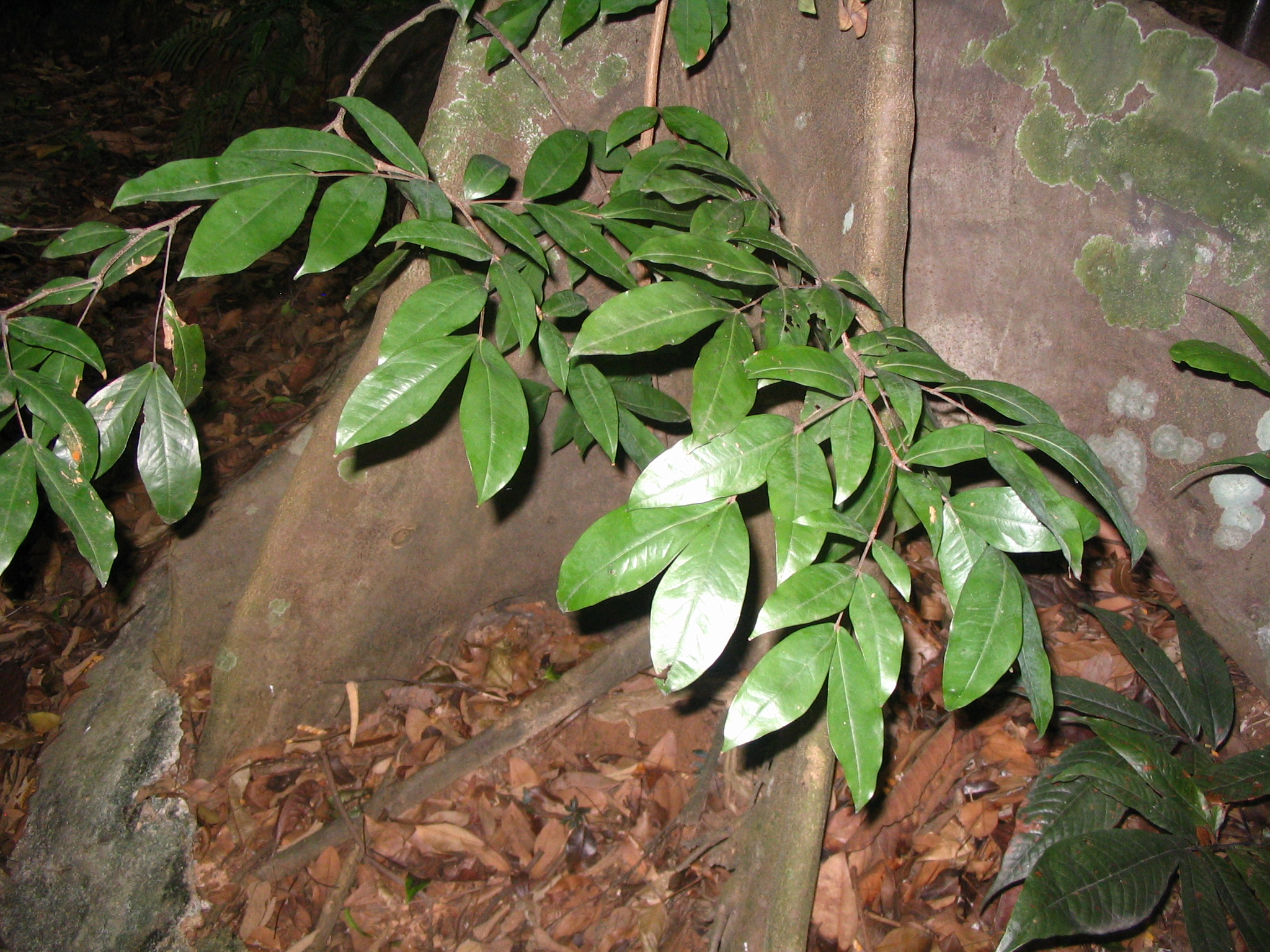
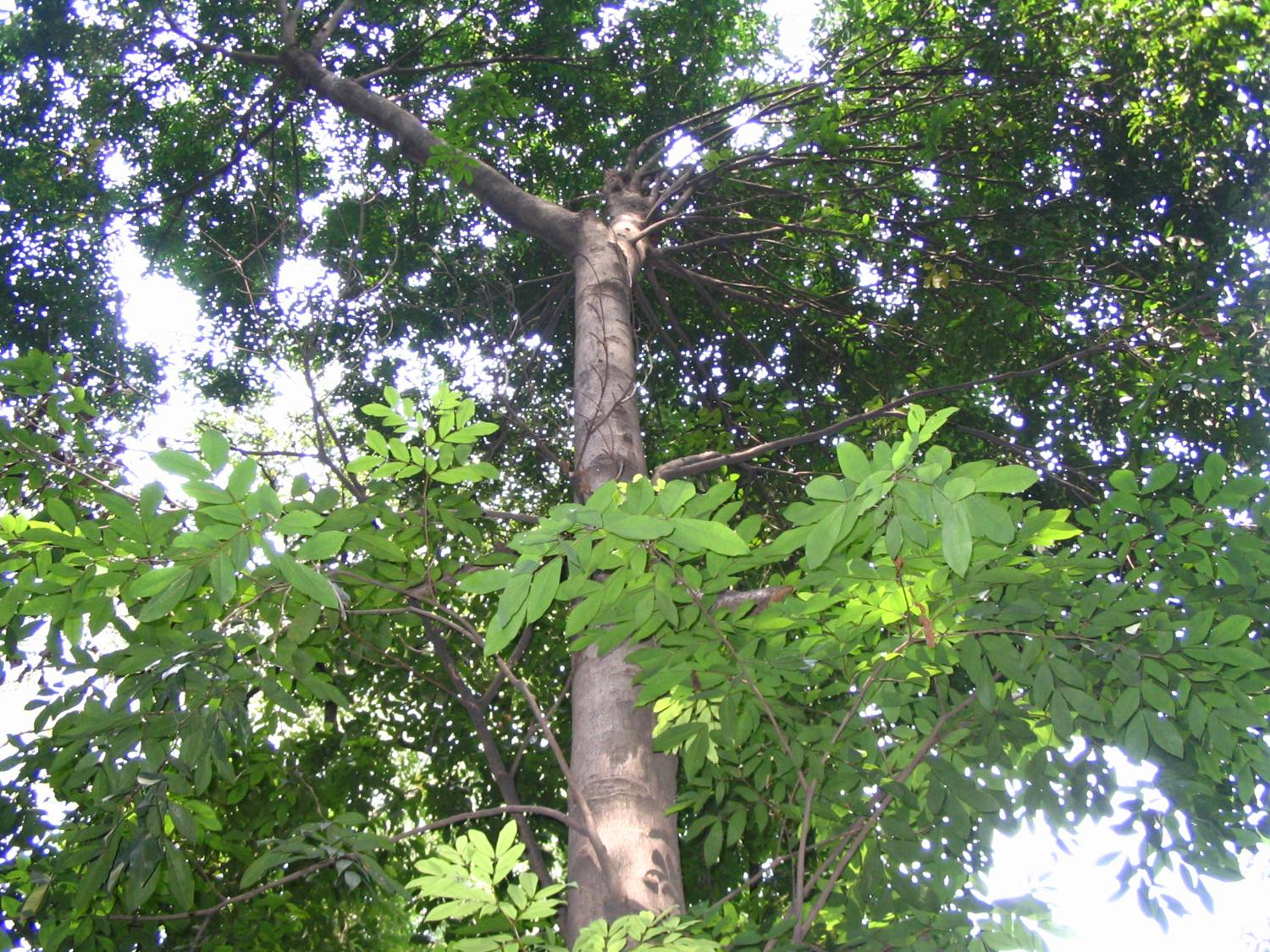